# Pollock Pines, Kalifornien
Pollock Pines är en ort (CDP) i El Dorado County, i delstaten Kalifornien, USA. Enligt United States Census Bureau har orten en folkmängd på 6 871 invånare (2010) och en landarea på 20,5 km².